# City – Stadtzeitung für Wien
City – Stadtzeitung für Wien (Eigenschreibweise auch CITY – Stadtzeitung für Wien) war eine österreichische Wochenzeitung, die ab den frühen 1990er Jahren bis zu ihrer Einstellung im April 2008 erschien.
Bis Herbst 2007 erschien die Zeitung wöchentlich, danach wurde die Erscheinungsfrequenz bis zum endgültigen Ende auf 14-täglich umgestellt. Die bis dahin zumeist an die 64 Seiten umfassende Zeitung wurde ab Herbst 2007 erweitert und bis zu ihrer Einstellung mit bis zu 80 Seiten veröffentlicht.

## Geschichte
Die Zeitung kam in den frühen 1990er Jahren auf den Markt und hatte laut der Österreichischen Auflagenkontrolle (ÖAK) im 4. Quartal 1994 eine Druckauflage von 49.043 Exemplaren. Auch in den darauffolgenden Jahren bewegte sich die Auflage meist um die 50.000er-Marke. Mit 1. Juli 2003 ging die Zeitung an den St. Pöltener LW Verlag (LW Werbe- und Verlags GmbH, später auch LWmedia, mit Sitz in Krems an der Donau), der die Zeitung über seine 100-prozentige Tochter Sportzeitung Verlags GmbH kaufte. Bis dahin wurde City von der zur ET Multimedia AG, die 2005 mehrheitlich von der Styria Media Group übernommen wurde, gehörenden City-Zeitschriftenverlag GmbH herausgegeben. Im Zuge der Übernahme wurden auch die zur City-Familie gehörenden und viermal jährlich erscheinenden City Wiener Lokalguide und Preview mit übernommen. Zum damaligen Zeitpunkt erschien die Zeitung in einer Auflage von rund 45.000 Stück. Die ET Multimedia gab im Zuge des Verkaufs bekannt, sich in der Zukunft publizistisch vor allem auf ihre Lifestyle-Titel sowie die Tageszeitung WirtschaftsBlatt konzentrieren zu wollen. Anlässlich des EU-Beitritts der Slowakei veröffentlichte City eine 48 Seiten umfassende Sonderausgabe mit dem Titel „Ahoj vo Viedni“ – „Servus in Wien“, die an alle knapp 200.000 Haushalte in Bratislava verteilt wurde.
Im April 2005 wurde Thomas Weber, ein ehemaliger Redakteur des Wirtschaftsmagazins Format, als neuer Chefredakteur von City vorgestellt, unterstützt wurde er dabei durch Nicole Spilker als stellvertretende Chefredakteurin. Der bisherige stellvertretende Chefredakteur Klaus Peter Vollmann blieb der Zeitung weiterhin erhalten. Mit 1. Dezember 2005 übernahm Alexandra Salvinetti die Anzeigenleitung für die von LWmedia vertriebenen Titel Universum und City – Stadtzeitung für Wien und übernahm dabei die Stellvertretung von Verlagsanzeigenleiter Christoph Nestelberger und die Nachfolge als Anzeigenleiterin von Svetlana Puljarevic. Ebenfalls mit 1. Dezember 2005 wurde Philipp Nestelberger als neuer Verkaufsleiter von City präsentiert. Zu dieser Zeit stand die Zeitung bereits kurz vor einem sanfter Relaunch. Nach etwas über zwei Jahren im Amt verließ Thomas Weber Ende Juni 2007 City, kehrte zu seinen Wurzeln zurück und kümmerte sich fortan wieder um The Gap, ein Magazin für Popkultur und das es zu dieser Zeit noch vertreibende Unternehmen Monopol Medien. Am Magazin und dem Unternehmen ist Weber seit deren Gründung als Gesellschafter beteiligt. Parallel zu seiner Zeit bei City war Weber nach wie vor als Chefredakteur von The Gap tätig. Zwischen 2005 und 2007 wurde das Magazin jedoch von Niko Alm herausgegeben, ehe wieder Weber als Herausgeber fungierte. Während Webers Wirken bei City kam es zu einem umfassenden Relaunch der Stadtzeitung, der im Jahr 2006 abgeschlossen wurde. Unter seiner Führung wurde das Redaktionsteam, die inhaltliche Strukturierung und der optischer Auftritt grundlegend geändert. Seine bisherige Stellvertreterin Nicole Spilker übernahm nach seinem Abgang die interimistische alleinige Leitung der Chefredaktion. Weber blieb der Stadtzeitung jedoch weiterhin als Kolumnenschreiber erhalten.
Aufgrund mangelnder wirtschaftlicher Perspektiven stellt LWmedia im April 2008 die Stadtzeitung City ein. In den vorangegangenen Jahren war City, die als klare Programmzeitung positioniert war, durch den vermehrten Auftritt von Gratismedien wie Heute oder Österreich unter Druck geraden und konnte auch durch den Relaunch und Umstrukturierungen – etwas der Umstellung der Erscheinungsfrequenz von wöchentlich auf 14-täglich im Herbst 2007 – keinen allzu großen Aufwind erhalten. Das massive Angebot von Programm-Content in Wien durch diverse Gratismedien soll der klassischen Abo- und Kaufzeitung jede Grundlage genommen haben, meinte der Geschäftsführer und 49-Prozent-Eigentümer von LWmedia Erwin Goldfuss in einer Stellungnahme. Durch eine Kooperation mit der Stadtzeitung Falter wurde City-Abonnenten der Umstieg auf den Bezug des wöchentlich erscheinenden Falter angeboten. Andere Produkte von LWmedia waren von diesem Schritt jedoch nicht betroffen. Im Jänner 2020 schlitterte das 1994 von Goldfuss gegründete Unternehmen LW Werbe- und Verlags GmbH in die Insolvenz, was das Aus für weitere Publikationen wie das Universum Magazin oder die Sport Zeitung zur Folge hatte.